# Trop vieux !
Pour plus de détails, voir Fiche technique et Distribution.
Trop vieux ! est un film muet français réalisé par Georges Méliès, sorti en 1908.